# سیستم تحویل خوراکی با کنترل اسمزی

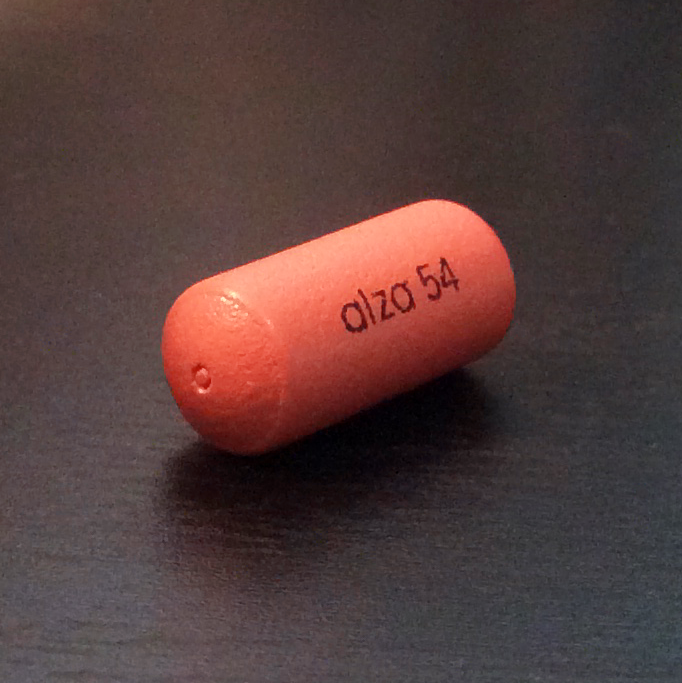
قرص ۵۴ میلی‌گرم ریتالین، که از فناوری OROS استفاده می‌کند. ۲۲ درصد دارو در قسمت قرمز رنگ موجود است، در حالی که ۷۸ درصد باقی مانده بین دو لایه دارویی با غلظت متفاوت تقسیم شده‌است. این تبلت از یک لایه فشار اضافی استفاده می‌کند که با ورود آب از طریق غشای اسمزی به قرص منبسط می‌شود. این دارو از طریق سوراخ لیزری که در سمت چپ قرص قابل مشاهده است، دفع می‌شود.

سیستم تحویل خوراکی با کنترل اسمزی (انگلیسی: Osmotic-controlled release oral delivery system) یک سیستم دارورسانی خوراکی است که در قالب یک قرص با غشای خارجی نیمه نفوذپذیر و یک یا چند سوراخ کوچک در آن است.